# 고용일
고용일(일본어: 高岩 竜一 다카이와 다쓰히토[*], 1972년 7월 5일~)은 재일 한국인 남자 프로레슬링 선수이다.